# Umowa agencyjna
Umowa agencyjna – polska umowa nazwana, na podstawie której przyjmujący zlecenie („agent”) zobowiązuje się do stałego pośredniczenia przy zawieraniu z klientami umów na rzecz dającego zlecenie („zleceniodawcy”) albo do zawierania ich w imieniu zleceniodawcy, a zleceniodawca zobowiązuje się do zapłaty umówionego wynagrodzenia (prowizji). Zarówno agent, jak i zleceniodawca są przedsiębiorcami, a agent zobowiązany jest ponadto działać w zakresie działalności swojego przedsiębiorstwa.
Umowa agencyjna uregulowana jest w art. 758-7649 Kodeksu cywilnego.
Może być zawarta w formie dowolnej. Kodeks cywilny wymaga formy pisemnej tylko, gdy umowa agencyjna wprowadza odpowiedzialność del credere – odpowiedzialność agenta za wykonanie zobowiązania przez klienta. Jest to umowa konsensualna, dwustronnie zobowiązująca, wzajemna oraz odpłatna.

## Uprawnienia i obowiązki stron
Uprawnienia agenta:
1. przyjmowanie dla dającego zlecenie zapłaty za świadczenie, które spełnia dla dającego zlecenie;
2. przyjmowanie dla dającego zlecenie świadczeń, za które płaci;
3. odbieranie zawiadomień o wadach;
4. odbieranie oświadczeń dotyczących wykonania umowy, którą zawarł w imieniu dającego zlecenie.

Obowiązki agenta:
1. zachowanie lojalności wobec dającego zlecenie;
2. przekazywanie wszelkich informacji mających znaczenie dla dającego zlecenie;
3. przestrzeganie jego wskazówek uzasadnionych w danych okolicznościach;
4. podejmowanie czynności potrzebnych do ochrony praw dającego zlecenie.

Obowiązki dającego zlecenie:
1. przekazywanie agentowi dokumentów i informacji potrzebnych do prawidłowego wykonania umowy;
2. zawiadomienie w rozsądnym czasie o przyjęciu lub odrzuceniu propozycji zawarcia umowy oraz o niewykonaniu umowy, przy której agent pośredniczył lub którą zawarł w imieniu dającego zlecenie;
3. zawiadomienie w rozsądnym czasie agenta o tym, że liczba umów, których zawarcie przewiduje, lub wartość ich przedmiotu będzie znacznie niższa niż ta, której agent mógłby się spodziewać.
4. lojalność wobec agenta.

Agent może żądać prowizji od umów zawartych w czasie trwania umowy agencyjnej, jeżeli:
1. do zawarcia umów doszło w wyniku jego działalności;
2. zostały one zawarte z klientami pozyskanymi przez agenta poprzednio dla umów tego samego rodzaju;
3. agentowi zostało przyznane prawo wyłączności w odniesieniu do oznaczonej grupy klientów lub obszaru geograficznego, a w czasie trwania umowy agencyjnej została zawarta umowa z klientem z tej grupy lub obszaru;
4. po rozwiązaniu umowy agencyjnej i spełnieniu przesłanek art. 761 Kodeksu cywilnego (tutaj wyliczone w punktach 1–3) propozycję zawarcia umowy dający zlecenie lub agent otrzymał od klienta przed rozwiązaniem umowy agencyjnej.
5. do zawarcia umowy doszło w przeważającej mierze w wyniku działalności agenta w okresie trwania umowy agencyjnej, a zarazem w rozsądnym czasie od jej rozwiązania.